# 안남산맥

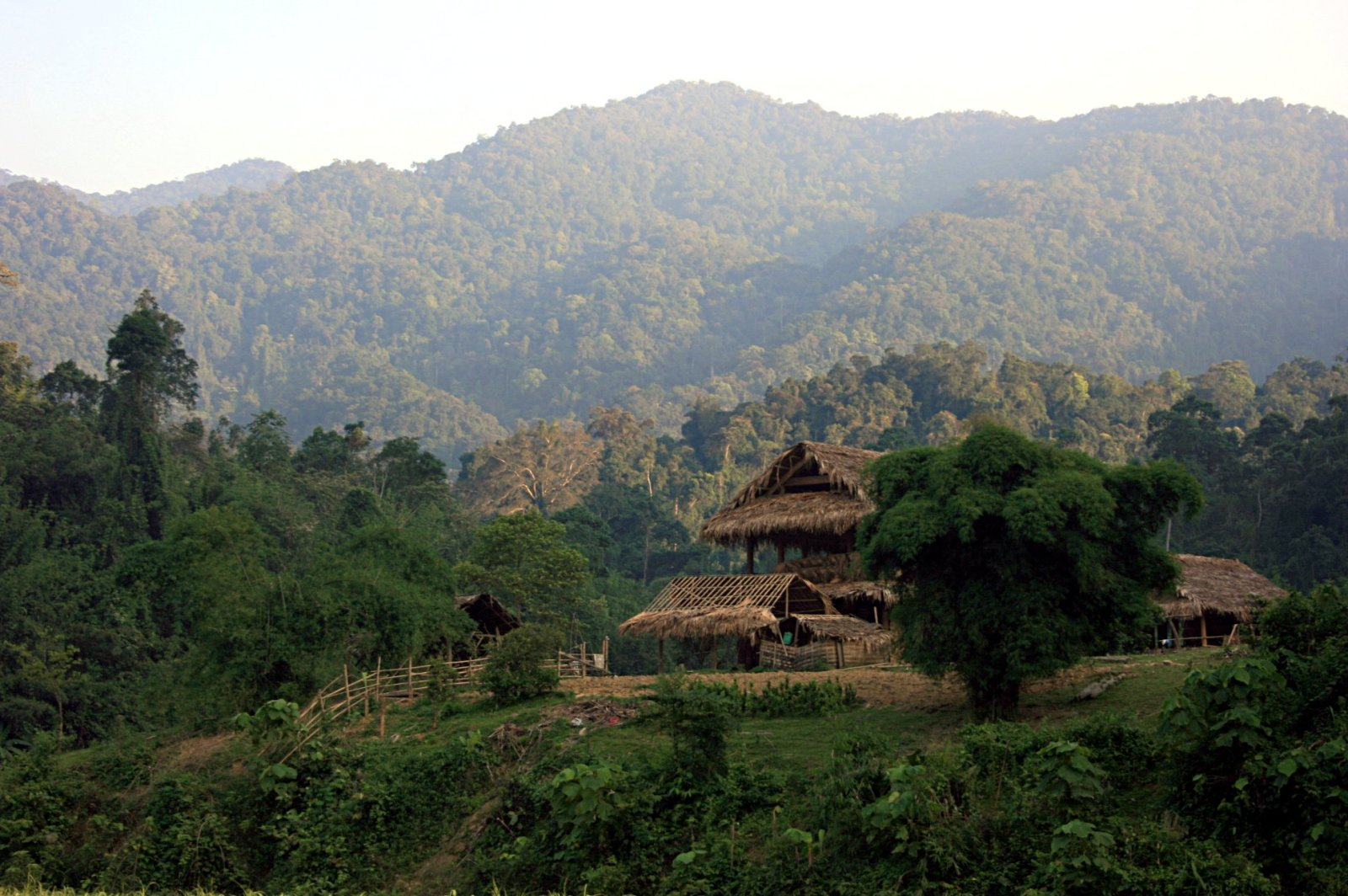
안남산맥에 있는 푸맛 국립공원, 베트남

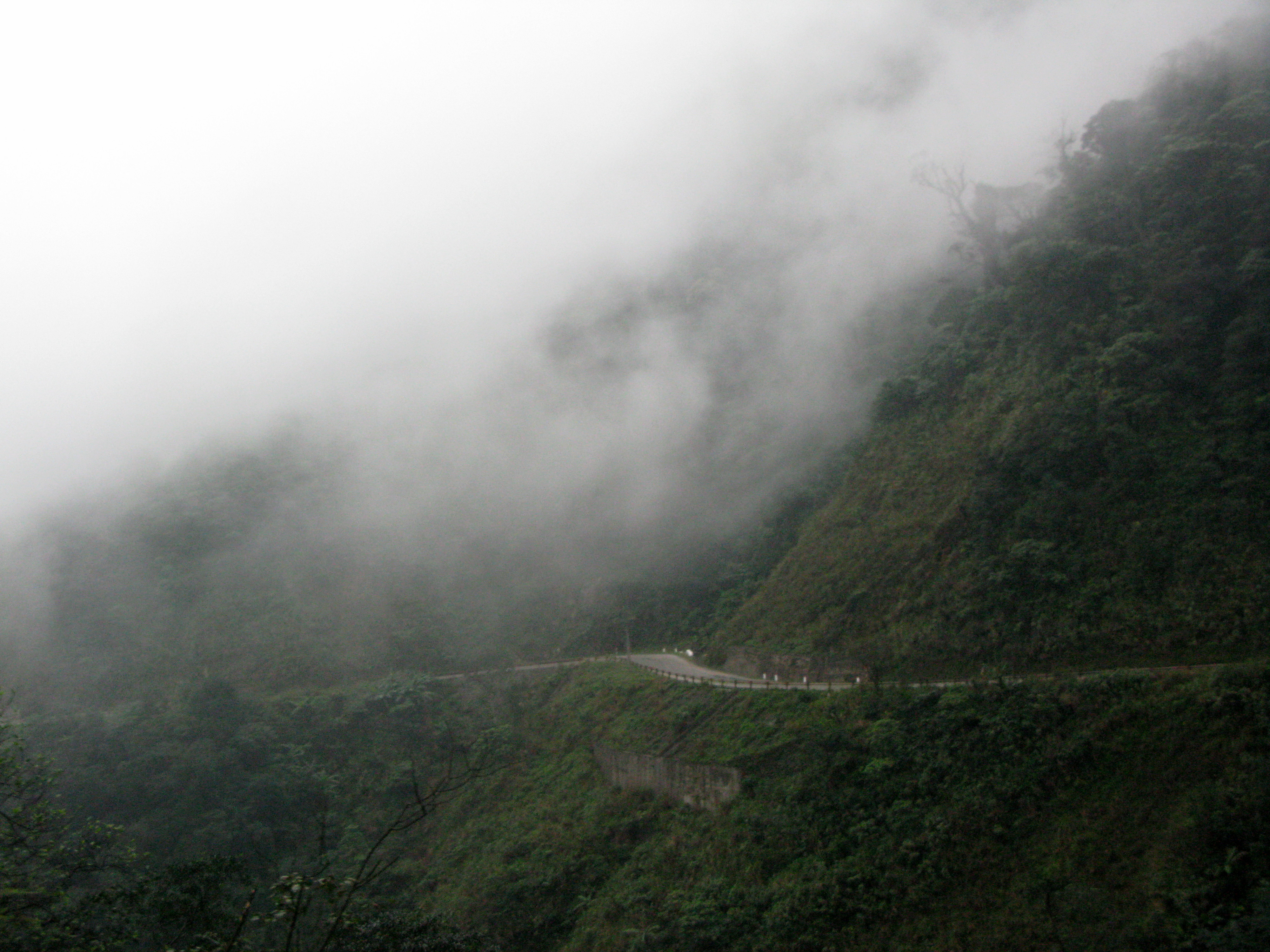
안남산맥에 있는 흐엉손 지구, 하띤성, 베트남

안남산맥(安南山脈, Annamite Range) 또는 쯔엉선산맥(베트남어: Dãy Trường Sơn)은 인도차이나반도 동부 라오스에서 베트남에 걸쳐 뻗어있는 산맥이다. 길이는 약 1,100 km이고, 베트남의 해안선과 거의 평행하게 위치한다. 라오스에서 후아판주와 씨엥쿠앙주는 산맥의 동쪽에 위치하고, 메콩강 유역에서 다른 주는 산맥의 서쪽에 한다. 산맥과 메콩강 사이에는 보라웽고원 등의 고원 지대가 존재한다.
최고점은 비아산(Phou Bia)으로 높이 2,819m이다.

## 명칭
- 베트남어: Dãy Trường Sơn
- 라오스어: hou Luang
- 프랑스어: Chaîne Annamitique
- 영어: Annamite Range, Annamese Range, Annamese Mountains, Annamese Cordillera, Annamite Mountains, Annamite Cordillera